# Дюкен, Жак
Жа́к Дюке́н (фр. Jacques Duquesne; 22 апреля 1940, Marcinelle, Эно — 8 декабря 2023, Marcinelle, Валлония) — бельгийский футболист, играл на позиции вратаря.

## Биография

### Игровая карьера
Дюкен начинал карьеру в клубе «Олимпик Шарлеруа», в котором отыграл один сезон. Затем он перешёл в клуб «Гент», где отыграл сезон, после чего вернулся в «Олимпик Шарлеруа», в котором отыграл 15 сезонов и завершил карьеру.
В составе сборной Бельгии принимал участие на чемпионате мира 1970 года в качестве одного из трёх вратарей, но на поле так и не вышел.

### Смерть
Скончался 7 декабря 2023 года в возрасте 83 лет.